# Herzogin Satanella
Herzogin Satanella is een Oostenrijkse dramafilm uit 1921 onder regie van Michael Curtiz. De film werd ook uitgebracht onder de titel Cherchez la femme.

## Verhaal
Hertogin Leda Orlonia keert naar huis terug van een gemaskerd bal in gezelschap van haar aanbidder Mario Barbarini. In haar boudoir staat ze ineens oog in oog met de ontsnapte gevangene Guido Cavalcanti. Hij bezweert zijn onschuld aan de hertogin en ze worden verliefd. Vervolgens doodt hij Barbarini in een duel om haar gunst. Cavalcanti weet echter niet dat zijn nieuwe geliefde een femme fatale is, die al menig man te gronde heeft gericht.

## Rolverdeling
| Acteur              | Personage                                           |
| ------------------- | --------------------------------------------------- |
| Lucy Doraine        | Hertogin Leda Orlonia / Geisha / Markiezin Rochefou |
| Alphons Fryland     | Guido Cavalcanti                                    |
| Anton Tiller        | Mario Barbarini                                     |
| Max Ralph-Ostermann | Vreemdeling                                         |
| Magda Nagy          | Juffrouw Bessie                                     |